# Iddu
Iddu (Engels: Sicilian Letters) is een Italiaans-Franse misdaadfilm uit 2024, geschreven en geregisseerd door Fabio Grassadonia en Antonio Piazza. De hoofdrollen worden vertolkt door Elio Germano en Toni Servillo.

## Verhaal
Begin jaren 2000 probeert de politicus Catello zijn carrière nieuw leven in te blazen door de Italiaanse geheime dienst te helpen de laatste bekende baas van de Cosa nostra, Matteo Messina Denaro, op te sporen. De twee beginnen via brieven te corresponderen in een kat-en-muisspel.

## Rolverdeling
| Acteur           | Personage             |
| ---------------- | --------------------- |
| Elio Germano     | Matteo Messina Denaro |
| Toni Servillo    | Catello               |
| Daniela Marra    |                       |
| Barbora Bobulova |                       |
| Tommaso Ragno    |                       |

## Productie
Aanvankelijk had de film de werktitel Lettere a Catello, een titel gebaseerd op het boek Lettere a Svetonio van Salvatore Mugno over Messina Denaro. Grassadonia en Piazza werkten twee jaar aan het scenario.

### Filmopnames
De film werd in de zomer van 2023 opgenomen op Sicilië in de omgeving van Trapani, Sciacca, Salemi en Selinunte.

## Release
Iddu ging op 5 september 2024 in première op het Filmfestival van Venetië in de competitie voor de Gouden Leeuw.

## Prijzen en nominaties
De belangrijkste:
| Jaar | Prijs                    | Categorie    | Genomineerde(n)                     | Uitslag     |
| ---- | ------------------------ | ------------ | ----------------------------------- | ----------- |
| 2024 | Filmfestival van Venetië | Gouden Leeuw | Fabio Grassadonia en Antonio Piazza | Genomineerd |